# Stazione di Furtei
La stazione di Furtei fu una stazione ferroviaria ubicata nel comune di Furtei, lungo la ferrovia Isili-Villacidro.

## Storia
Le origini di questo scalo ferroviario risalgono agli anni dieci del Novecento, epoca in cui la Ferrovie Complementari della Sardegna realizzò la linea ferroviaria tra Isili e Villacidro, il cui tracciato prevedeva il passaggio a ovest dell'abitato di Furtei che fu quindi dotato di una stazione. Il convoglio inaugurale della nuova ferrovia transitò nella stazione di Furtei il 21 giugno 1915, e da allora fu gestito per tutto il periodo di attività dalle FCS.
Nel secondo dopoguerra la Isili-Villacidro rientrò nell'elenco delle ferrovie secondarie sarde destinate alla sostituzione delle relazioni con autocorse, situazione che si concretizzò nel 1956: il 5 settembre di quell'anno cessò infatti l'attività ferroviaria sulla linea e di conseguenza nella stazione di Furtei, in seguito disarmata ed abbandonata.

## Strutture e impianti
Ubicata a ovest dell'abitato di Furtei nei pressi della SS 197, la stazione presentava tre binari a scartamento da 950 mm: dal binario di corsa se ne diramava uno di incrocio a ovest, mentre sul lato est era ubicato un tronchino impiegato per il servizio merci, il cui scalo comprendeva anche un piano caricatore e un magazzino, ancora esistente.
Contiguo al magazzino merci si trova il fabbricato viaggiatori dell'impianto, rientrante nei canoni di terza classe degli edifici di questo tipo realizzati dalle FCS. Si tratta di una costruzione su due piani più tetto a falde a pianta rettangolare, avente tre accessi sul lato binari; tale edificio è ancora esistente, seppure in stato di abbandono. Completavano la dotazione infrastrutturale dell'impianto una costruzione per le ritirate e un rifornitore idrico, entrambi non più esistenti.

## Movimento
Negli anni di attività ferroviaria lo scalo fu servito dalle relazioni passeggeri e merci delle Ferrovie Complementari della Sardegna.

## Servizi
La stazione durante l'esercizio ferroviario era dotata di una sala d'attesa, di una biglietteria (entrambe ospitate nel fabbricato viaggiatori) e di servizi igienici, questi ultimi ubicati in una costruzione apposita.
- Biglietteria a sportello
- Sala d'attesa
- Servizi igienici